# Egg London

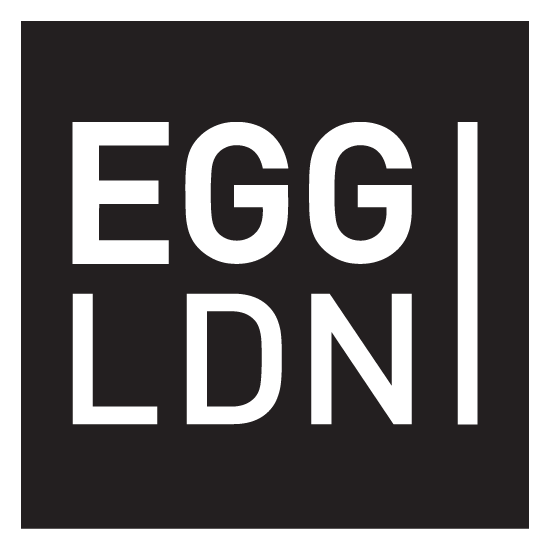
Logo des Clubs

Das Egg London (auch bekannt unter den Namen Egg LDN) ist ein Club der elektronischen Tanzmusik in London.

## Geschichte
Das Egg London befand sich ursprünglich an der Adresse 200 York Way zwischen den Londoner Bezirken Camden und Islington und hatte ein Fassungsvermögen von 900 Personen. Das Areal wurde bereits 1997 von Laurence Malice erworben und beherbergte bis 2003 den Nachtclub Trade. 2003 wurde das Konzept hin zu elektronischer Musik verändert und der Club unter dem neuen Namen Egg London wiedereröffnet. Im Jahr 2021 wurde ein Teil des Geländes abgerissen, so dass der Club nun an der Adresse Vale Royal 5–13 liegt.
Das Egg London zählt zu den bekanntesten Londoner Clubs der elektronischen Tanzmusik und wurde im Jahr 2020 von den Lesern des britischen DJ Magazine in die Liste Top 100 Clubs 2020 gewählt. Im Jahr 2017 hatte der Club in derselben Liste Platz 36 erreicht.
Musikalisch liegt ein Schwerpunkt des Clubs auf House und Techno, regelmäßig stehen aber auch andere Musikstile wie Drum and Bass, Disco, Hip-Hop, R&B oder Chartmusik auf dem Programm. Zahlreiche international bekannte DJs haben in der Vergangenheit im Club aufgelegt, darunter Jeff Mills, Frankie Knuckles, Nina Kraviz, FJAAK, Radio Slave und Monika Kruse.